# Cừu núi đen xứ Wales

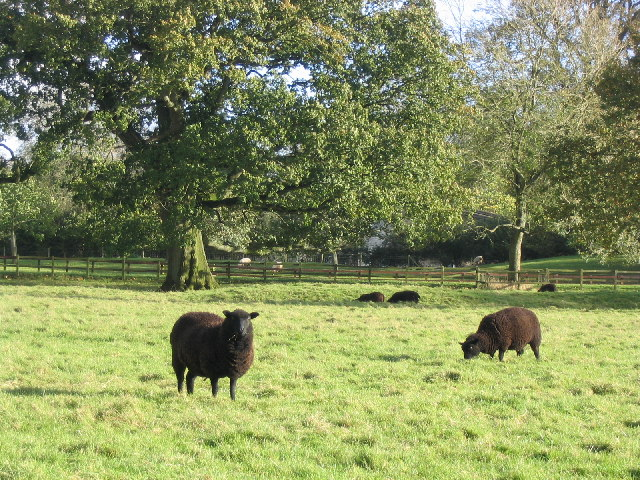
Cừu núi đen xứ Wales

Cừu núi đen xứ Wales (Tiếng xứ Wales: Defaid Mynydd Duon, phát âm [ˈdevaɪd ˈmənɪð ˈdɪɔn]) là một loại cừu núi màu đen Welsh, được lai tạo cho nuôi cừu ở xứ Wales. Nó thỉnh thoảng xuất hiện trong đàn với các màu khác, nhưng hiện nay thường được duy trì như một chủng cừu riêng biệt. Giống như những con cừu núi xứ Wales khác, nó được tìm thấy chủ yếu trên những ngọn đồi ở xứ Wales, nhưng cũng được chăn nuôi ở những nơi khác. Tổng số cá thể loài này trên toàn thế giới của cừu núi đen xứ Wales là khoảng 10000. Hiệp hội của nhà lai tạo cừu đen xứ Wales được thành lập vào năm 1920 tại triển lãm Smithfield.
Được giới thiệu vào Hoa Kỳ vào năm 1973 thông qua một lần nhập khẩu duy nhất ba con cừu đực và 13 con cái của ông Tom Wyman ở New York, lông cừu từ Black Welsh Mountain đã tạo ra sự quan tâm đặc biệt giữa những người trồng rau và thợ dệt. Vì chỉ có hai con rams sống sót qua kiểm dịch, đàn cừu Mỹ có nguồn gốc di truyền từ hai dòng cừu này chỉ với một nhập khẩu bổ sung của tinh dịch cừu đông lạnh vào cuối những năm 1990 để bổ sung một số tính đa dạng di truyền cho đàn gia súc Mỹ. Chín con cừu cái giống này đã thành lập dân số nền tảng cho dân số cừu tại Mỹ.